# Касимка
Касимка (Симонова) — деревня, существовавшая в Соликамском районе Пермской области РСФСР. Входила в состав Рогальниковского, позднее Половодовского сельского совета. Находилась примерно в 8 км на северо-восток от села Половодово, на дороге в посёлок Усть-Сурмог.
В 1904 году население составляло 54 человека (23 мужчины, 31 женщина, 10 дворов).

## История
Переписная книга 1710 года города Соликамска с уездом переписи дьяка Сибирского приказа Алексея Никеева отмечает на речке Касимке двор владельца земли из Усолья Камского (Соликамска) Юрия Иванова сына Симанова:
По наезду дьяка Алексея Никеева явился по скаске сверх переписных книг займище вверх речки Касимки а в нем
Во дворе живут Герасим Борисов сын Рязянов … Да в особой избе живёт Спиридон Анисимов сын Клочихин 50 лет у него жена Варвара Борисова дочь 40 лет у негож детей Герасим 16 Никита 6 Ларион 3 Трофим году Прокопей полугоду.

Верх Усольского стану починку Клочихина крестьянин а тем двором и избою владеет усолец посадцкой человек Юрье Иванов сын Симанова в том ево Юрьеве дворе и в ызбе живут вышеписанные пришлые люди в половниках.
Деревня Касимка известна с 1795 года как деревня Симанова (в ней жили крестьяне-старообрядцы беспоповского согласия Симановы).
Ревизская сказка 1816 г. записала, что в д. Симановой проживает 38 чел. (18 муж., 20 жен.), в том числе:
- Симановы — 20 чел. (8 муж., 12 жен.);
- Мазунины — 6 чел. (3 муж., 3 жен.);
- Брязгины — 6 чел. (4 муж., 2 жен.);
- Травниковы — 6 чел. (3 муж, 3 жен.).

Ревизская сказка 1834 г. отметила, что в д. Симановой (она же Касимка) проживает 67 чел. (30 муж., 37 жен.), в том числе:
- Симановы — 29 чел.;
- Травниковы — 29 чел.;
- Мазунины — 5 чел.;
- Брязгины — 4 чел.

В 1858 г. деревня Симанова известна уже как д. Касимка.
Ревизская сказка 1858 г.отметила в Касимке 55 чел. (25 муж, 30 жен.), в том числе:
- Симановых — 30 чел.;
- Мачуниных — 6 чел.;
- Брязгиных — 11 чел.;
- Травниковых — 8 чел.

Позднее часть Симоновых из Касимки ушли и основали рядом деревню Куницыну.

## XX век
В 20-х годах XX века деревня вошла в состав Рогальниковского сельского совета, а в послевоенный период деревня Касимка прекратила существование.